# エヴァンジェリカル・オーソドックス教会
エヴァンジェリカル・オーソドックス教会（英語: Evangelical Orthodox Church, 略称"EOC"）は、東方教会の伝統を採用していったキリスト教の福音派プロテスタント、特にキャンパス・クルセード・フォー・クライストの学生宣教師機関に起源を持つ組織であり、後に大半が正教会に合流することになった運動体である。
「オーソドックス」すなわち「正教」と名乗っているが、当初は使徒継承を有していない福音主義プロテスタントの運動体であり、他の正教会からは正教会と認められていなかった。しかしながら、東方奉神礼（東方典礼）の導入過程で正教会と交流していくなか、使徒継承の必要性の認識に至り、やがて大半の構成員が正教会に合流することとなった。
なお、正教会に合流しなかった残存するエヴァンジェリカル・オーソドックス教会は2011年1月現在も、正教会とは独立した組織として少数ながら存続している。

## 概略

### 組織の始まり
キャンパス・クルセード・フォー・クライストの宣教師ピーター・E.ギルクイスト（1938年 - 2012年、Peter E. Gillquist）は1973年、シカゴに全米の家庭教会（house church）のネットワークを設立し、キリスト教初期の姿を回復することを目指した。この組織は"New Covenant Apostolic Order (NCAO)"（新契約使徒組織）と呼ばれた。
歴史的なクリスチャンの信仰の基礎を探求するなかで、ギルクイストと彼の仲間たちは、キリスト教初期の姿の回復のための源泉を初期教父達の著作に見出した。このことにより彼らは、自身のそれまでの福音派のバックグラウンドに基づいた礼拝ではなく、より奉神礼的な（典礼的な・リタージカルな）礼拝の形式を実践することとなった。
1977年に、最初の古来からの正教会との接触が始まった。これは正教神学者であってバークレー校出身の、クリスチャン・ワールド・リベレーション・フロントの会員であるカール・ジョン・バークトが、彼らをアレクサンドル・シュメーマン神父に紹介したことによる。アレクサンドル・シュメーマン神父は聖ウラジーミル神学大学（St. Vladimir's Orthodox Theological Seminary）の学監であった。1979年には、エヴァンジェリカル・オーソドックス教会（Evangelical Orthodox Church）が組織された。

### 正教会への合流
使徒継承の必要性が信じられたことにより、エヴァンジェリカル・オーソドックス教会の大半の構成員は長い時間と熟慮を経た模索の後、1987年にアンティオキア総主教庁北アメリカ大主教区に加入した。
エヴァンジェリカル・オーソドックス教会は当初、イスタンブールに赴いてコンスタンディヌーポリ総主教に面会したが、使徒継承という目標実現に向けて目立った成果を上げることはできなかった。次に、彼らは再び古い仲間であるジョン・バークト神父と再会し、ジョン・バークト神父は彼らのために、アンティオキア総主教の歴史的なロサンゼルス訪問に際して総主教への面会を取りはからった。これによりバークト神父は次の年に、主要な仲介者としてアンティオキア総主教庁北アメリカ大主教区で働き、エヴァンジェリカル・オーソドックス教会の改宗と再編成という最初の設立に関わる中心人物となった。改宗と再編成にあたっての神学教育は、カリフォルニア州のヴァン・ナイズ（Van Nuys）にある聖ミハイル正教神学校で行われた。
エヴァンジェリカル・オーソドックス教会の20の教会はアンティオキア・エヴァンジェリカル・オーソドックス・ミッションとなり、解散されて通常の教区組織に再編される1995年まで存続した。アンティオキア総主教庁の教区に参加していなかったいくつかの教会はアメリカ正教会に加入したが、一部は独立した状態のままエヴァンジェリカル・オーソドックス教会（EOC）の名を用いている。

### 正教会に合流しなかったEOCの現況
現在、ジェロルド・グリーグ主教がエヴァンジェリカル・オーソドックス教会の監督主教となっており、全米およびカナダ、スウェーデンに広がる7つの教会と1つの修道院がエヴァンジェリカル・オーソドックス教会に所属している。

## 日本国内における類例
EOCとは組織的には全く関係ないが、正教会の奉神礼を採用しているプロテスタント教会として日本基督教団・都島教会（大阪府大阪市都島区）がある。